# صالح الشهري (ملحن)
صالح الشهري (1947 [بحاجة لمصدر] - 1 مايو 2012)، ملحن سعودي ولد في مدينة القنفذة التابعة لمنطقة مكة المكرمة على ساحل البحر الأحمر، تخرج من قسم الالكترونيات في معهد الدراسات الفنية للقوات الجوية في الظهران، وترأس قسم الموسيقى في جمعية الثقافة و الفنون في الدمام في بداية الثمانينات.
توفي الملحن صالح الشهري بعد صراع طويل مع مرض السرطان وكان في مدينة الملك عبد العزيز الطبية التابعة للحرس الوطني.
وكان الراحل يتهيأ للسفر لألمانيا بعد أمر خادم الحرمين الشريفين بعلاجه في أرقى المستشفيات الألمانية لولا أن حالته ساءت في الأيام الأخيرة ما استدعى دخوله غرفة العناية المركزة حتى لحظة وفاته.

## حياته
```
فقد والده منذ صغره، وتحمل مسؤولية أسرته منذ صغره، انتقل للرياض مع والدته، كان يعمل في سن العاشرة ويدرس ليلاً، حيث عمل  بوظيفة مراسل في مطابع الرياض للنشر. توظف الشهري لكي يحصل على مصروف المدرسة، وكان أول راتب تقاضاه 90 ريال.
[
2
]
```

## المشوار الفني
كان الملحن صالح الشهري مولع بالفن، حيث كان يصنع آلة قريبة من العود حتى يمارس هوايته. انتقل إلى الطائف وجدة، وتعرف على عدد من الشعراء والفنانين، ومن هنا بدأت موهبة التلحين.
التحق بالمعهد الفني بالظهران ودرس لمدة ثلاث سنوات، وقدم العديد من الأنشطة خلال المعهد، مثل تلحين بعض الأناشيد وبعض الوصلات الغنائية على العود. تعاون مع تلفزيون الدمام، حيث قدم بعض الأعمال الخاصة بالأطفال.
تراس قسم الموسيقى بفرع جمعية الثقافة والفنون بالمنطقة الشرقية، في آخر سنة عمل بجمعية الثقافة والفنون، لحن أوبريت بعنوان "مواكب البهجة"، ومن هنا إنطلق الملحن صالح الشهري بالتلحين وعلاقته بالفنانيين.

## هوية الأغنية السعودية
في تسعينات القرن الماضي، ساهم صالح الشهري في تطوير الأغنية السعودية، وتحديداً عندما تعاون مع كلٍ من عبد المجيد عبد الله وراشد الماجد، حيث قدم العديد من الألحان لكلا الفنانين، حيث قدم للفنان راشد الماجد ألحان كلاسيكية ساهمت في تطوير الأغنية السعودية منها "على مين تلعبها"، "شـرطان الذهب"، "أشـقر" و"ياعينـها" و"خلهم ينفعونك". كما قدم للفنان عبد المجيد عبد الله العديد من الأعمال منها "تغـربنا"، "خير ان شاء الله"، "رهـيب" و"أذهلتني".

## أبرز ألحانه

### خالد عبد الرحمن
- ودي تشوف الهم
- عـشـق بـدوي
- إعـترف
- حيرتني
- شكل الي حبيته
- أحبك الما

### طلال مداح
- ما أوعدك
- كيف الحال

### محمد عبده
- العنا
- حظيظ

### عباس ابراهيم
- غربة الروح
- تجيني

### عبد المجيد عبد الله
- استكثرك
- موت وميلاد
- شاغل بالي
- عين تشربك شوف
- روحي تحبك
- متغير علي
- خير إن شاء الله
- يا بعدهم كلهم
- تنتظر كلمة أحبك
- علمني أمسح دمعتي
- رهيب
- يا حظ عينك
- أنتي السبب
- حبيبي اللي سكن بالعين
- مابين بعينك
- كيف أسيبك
- الطواريق

### أصالة نصري
- تضحك ومن هجرك

### عبد الله الرويشد
- فاتني المغرور
- أراضيك
- قام حظك
- قدرة الله
- المحبة
- الحب الكبير
- ليل الليل

### رابح صقر
- لا تجي
- تظلمني
- كله منهم
- شكلك زعلت
- من اولها
- بعتني برخيص
- شفته البارح
- نجدي
- الندم
- تحب نفسك
- نحبك
- أفهمك

### راشد الماجد
- رجاوي
- أغلى حبيبة
- أشتاقلك
- حجة الغايب
- شرطان الذهب
- أبشر من عيوني
- مستغربه
- نور الأعيان
- حبيبي معايا
- سرى الليل
- عاش من شافك
- قماري
- وينك حبيبي
- ردتك الأيام
- طحت من عيني
- إنتي ملاك
- خلهم ينفعونك
- على مين تلعبها

### علي عبد الستار
- يا ناس أحبه

### نبيل شعيل
- جيت المنازل

### أحمد الجميري
- من زمان

## الوفاة
في 1 مايو 2012، توفي الملحن صالح الشهري في الرابعة مساءً بعد معاناة مع المرض. حيث كان يتلقى العلاج في مدينة الملك عبد العزيز الطبية بالحرس الوطني في الرياض، أدخل إلى العناية المركزة منذ 20 يوم من وفاته، بعد أن تدهورت حالته الصحية بسبب الفشل الكلوي.

## لحن المملكة
في سبتمبر 2023، أعلنت وزارة الثقافة عن أمسية ”لحن المملكة"، أقيم المهرجان من 28 إلى 30 سبتمبر، حيث تأتي الأمسية تكريماً للملحنين السعوديين. في 29 سبتمبر، غنى الفنان عبد المجيد عبد الله من ألحان فوزي محسون وصالح الشهري، وفي نهاية الأمسية تم تكريم الملحن صالح الشهري.

## مواقع خارجية
- الموقع الإلكتروني.